# Iwan Iwanowitsch Ostromislenski
Iwan Iwanowitsch Ostromislenski, russisch Иван Иванович Остромысленский, englische Transkription Ivan Ostromislensky, (* 8. September 1880 in Orjol; † 16. Januar 1939 in New York City) war ein russisch-US-amerikanischer Chemiker, bekannt unter anderem als ein Pionier in Synthesekautschuk und der Herstellung seiner Bestandteile (1,3-Butadien und sein Derivat Isopren).

## Leben und Werk
Ostromislenski, der aus adliger Familie stammte, studierte an der Moskauer Technischen Schule mit dem Abschluss 1902 und danach an der TH Karlsruhe und an der Universität Zürich. 1906 war er wieder in Russland und wurde Assistant an der Lomonossow-Universität, wurde 1909 Privatdozent und begann hier seine Beschäftigung mit Synthesekautschuk. 1911 verwendete er als Erster ein Verfahren, das später als Jobsche Methode in der Komplexchemie Anwendung fand. 1912 verließ er aufgrund eines internen Streits die Universität und arbeitete für den russischen Hersteller von Kautschuk Bogatyr. Insbesondere  entwickelte er viele Syntheseverfahren für Butadien, unter anderem 1905 eine nach ihm benannte Synthese über Kondensation von Ethanol und Acetaldehyd bei hohen Temperaturen an Aluminiumoxidkontakten. Sie wurde in Deutschland (1930er Jahre) und den USA (1942/43) großtechnisch umgesetzt. Außerdem entwickelte er eine Isopren-Synthese aus Pyrolyse von Terpentin. Er untersuchte Alternativen zu Schwefel bei der Vulkanisierung von Kautschuk und organische Additive zu Synthesekautschuk. 1913 erschien ein russisches Buch von ihm über Kautschuk.
In den 1910er Jahren verlagerte sich sein Forschungsschwerpunkt zu Biochemie, Immunologie (inklusive Versuchen zur Synthese von Antikörpern) und Pharmazeutika und er gründete 1913 ein eigenes Labor. Dabei verfolgte er eigene Theorien, die sich später als irrig herausstellten (so über Schlaf als Selbstvergiftung des Körpers oder seine Arbeiten über Antikörper). 1918 bis 1920 war er Professor am Pharmazeutisch-Technischen Institut in Moskau (wobei er eine Methode für ein russisches Salvarsan-Analogon entwickelte, Arsol genannt). 1921 lehrte er an der Universität Lettlands in Riga, ging aber schon 1922 in die USA, wo er bei der US Rubber Company, Goodyear und Union Carbide wirkte und sich sowohl mit Synthesekautschuk und Kunststoffen als auch mit Pharmazeutika befasste. 1930 wurde er US-Staatsbürger.